# Milnesioides exsertum
Milnesioides exsertum är en djurart som tillhör fylumet trögkrypare, och som beskrevs av Claxton 1999. Milnesioides exsertum ingår i släktet Milnesioides, och familjen Milnesiidae. Inga underarter finns listade i Catalogue of Life.